# The Jesus Lizard
The Jesus Lizard — нойз-рок-группа, образованная в 1987 году в городе Остин, штат Техас. В 1989 году трио (вокалист Дэвид Йоу (David Yow), гитарист Дуэйн Денисон (Duane Denison), басист Дэвид Уильям Симс (David William Sims)) переехало в Чикаго, штат Иллинойс. Для своих ранних записей и выступлений они использовали драм-машину. В Чикаго к ним присоединился ударник Джим Кимбалл (Jim Kimball).

## Звучание и влияние
Группа взяла имя от одного из названий василиска, вида ящерицы, которая может бегать по воде. Не получившую большого коммерческого успеха, The Jesus Lizard называли «ведущей нойз рок-группой американского независимого андеграунда…которая записала серию альбомов, наполненных злым, разрушающим гитарным псевдо-индустриальным шумом, и которые получили позитивные отзывы в андеграундных музыкальных изданиях и на студенческих радиостанциях». Участники Nirvana (записавшие с группой в 1992 совместный сингл "Puss/Oh, the Guilt"), Helmet, Every Time I Die, Brand New и других групп признают The Jesus Lizard, как одну из групп, повлиявших на их звучание.
Также The Jesus Lizard может рассматриваться как предтеча пост-хардкора, из-за явной похожести звучания многих групп жанра на The Jesus Lizard (например, Daughters, MewithoutYou, Liars и т. д.)
Их музыку можно описать как смесь из пронизывающей гитары, машиноподобных барабанов, энергичной бас гитары, и психопатического вокала, напоминающую группу The Birthday Party. Уникальный безумный, и иногда несвязный, вокал Дэвида Йоу не похож на то, что было до или после него. Рок-критики нередко называют The Jesus Lizard «самой брутальной группой на планете».

## История
До 1994 года, альбомы The Jesus Lizard записывались и сводились Стивом Альбини. Альбини часто занижал вокал при сведении, что было нехарактерно для роковых записей. Michael Azerrad писал, что «на альбомах The Jesus Lizard, записанных Альбини, голос David’а Yow похож на голос похищенного заложника, пытающегося прокричаться через запечатанный клейкой лентой рот; ужасающий эффект» (Azerrad, 344). Признанный уникальным вокалистом, Yow был более известен своими вызывающими выходками на сцене.
Также в 1994 году David Yow попробовал себя на актерском поприще в фильме «Walls In the City».
В 1995 году The Jesus Lizard подписали контракт с Capitol Records, что повлекло за собой разногласие с Альбини, который был известным ненавистником мейджор-лейблов. Благодаря поддержке мейджор-лейбла, группа приняла участие в записи саундтрека к фильму «Клерки», с песней «Panic in Cicero», а также выступила на музыкальном фестивале Lollapalooza.
В 1996 году The Jesus Lizard выпустили альбом Shot, записанный Garth’ом Richardson’ом, на котором группа вышла на новый уровень звучания.
В 1997 году Mac McNeilly покинул группу по личным причинам и был заменен Jim’ом Kimball’ом, и с его участием был записан
EP The Jesus Lizard на Jetset Records.
В 1998 году группа выпустила альбом Blue. Во время последующего тура Kimball был заменен Brendan’ом Murphy. Год спустя группа объявила о том, что прекращает свою деятельность.

## После распада группы
В 2000 году на Touch & Go вышел диск, состоящий из раритетных треков группы, названный Bang.
После распада, некоторые участники продолжали свою деятельность в других группах. Так, например, Denison играет в Tomahawk, при этом, продолжая играть с Kimball’ом в группе Denison Kimball Trio.
В 2006 году, Yow и Sims реорганизовали Scratch Acid, вместе с Rey’ем Washam’ом (Rapeman, Ministry) и Brett’ом Bradford’ом для 25 юбилейного фестиваля Touch and Go Records в Чикаго.
После The Jesus Lizard, барабанщик Mac MacNeilly вместе со своей женой организовал группу Mouse. Басист David Wm. Sims переехал в Нью-Йорк и сейчас работает бухгалтером. Вокалист David Yow переехал в Лос-Анджелес и работает художником-оформителем. Также Yow присоединился к лос-анджелесской группе Qui.
Осенью 2008 года после почти десятилетнего молчания группа реформировалась в классическом составе — Йоу, Денисон, Симс, Макнелли — чтобы выступить в рамках All Tomorrow’s Parties в Майнхеде 9-10 мая 2009 года. «Мы получали предложения о воссоединении, но до сих пор эта идея была мне не по душе… Теперь же я решил не накладывать вето, видя как трое других хотят этого. Кроме того нам заплатят тонну денег!» — заявил Йоу в интервью журналу Kerrang!. Боб Вестон и Стив Альбини подготовили ремастеринг первых 4 альбомов The Jesus Lizard, которые были выпущены к моменту начала концертов. Йоу выразил сомнения в том, что группа запишет новый материал.

## Дискография
- Pure (1989, Touch and Go)
- Head (1990, Touch and Go)
- Goat (1991, Touch and Go)
- Liar (1992, Touch and Go)
- Lash (1993, Touch and Go)
- Show (1994, Collision Arts)
- Down (1994, Touch and Go)
- Shot (1996, Capitol)
- The Jesus Lizard (1997, JetSet)
- Blue (1998, Capitol)
- Bang (2000, Touch and Go)